# Holacanthus
Holacanthus – rodzaj ryb z rodziny pomakantowatych. Występują najczęściej w pobliżu skał wulkanicznych i wysp koralowych. Niektóre gatunki są cenione ze względu na wartość kulinarną, jednak przeważnie chwyta się je w celach hodowlanych – do akwariów. Jest to spowodowane ich niezwykle kolorowym i jaskrawym ubarwieniem.

## Klasyfikacja
Gatunki zaliczane do tego rodzaju:

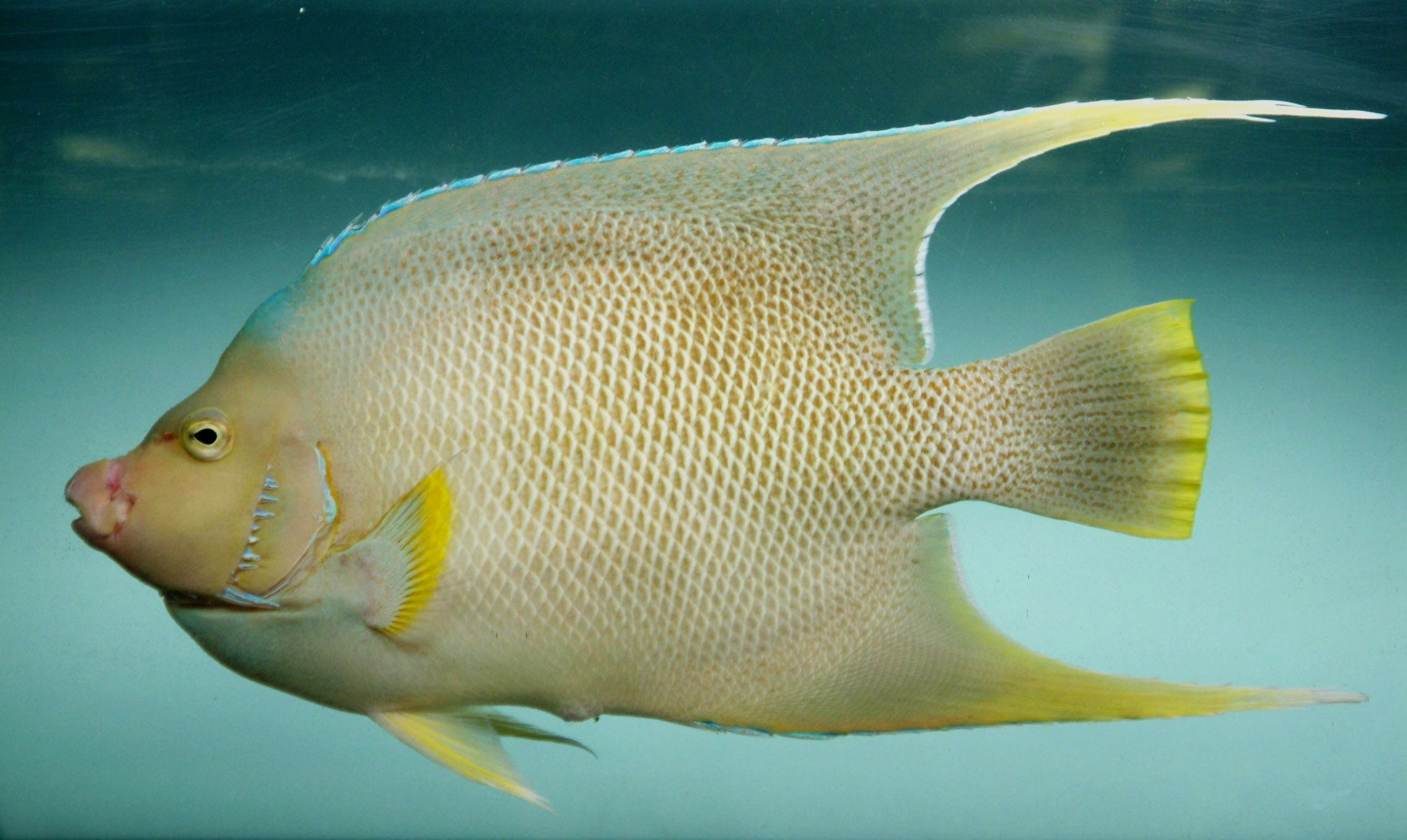
Holacanthus africanus
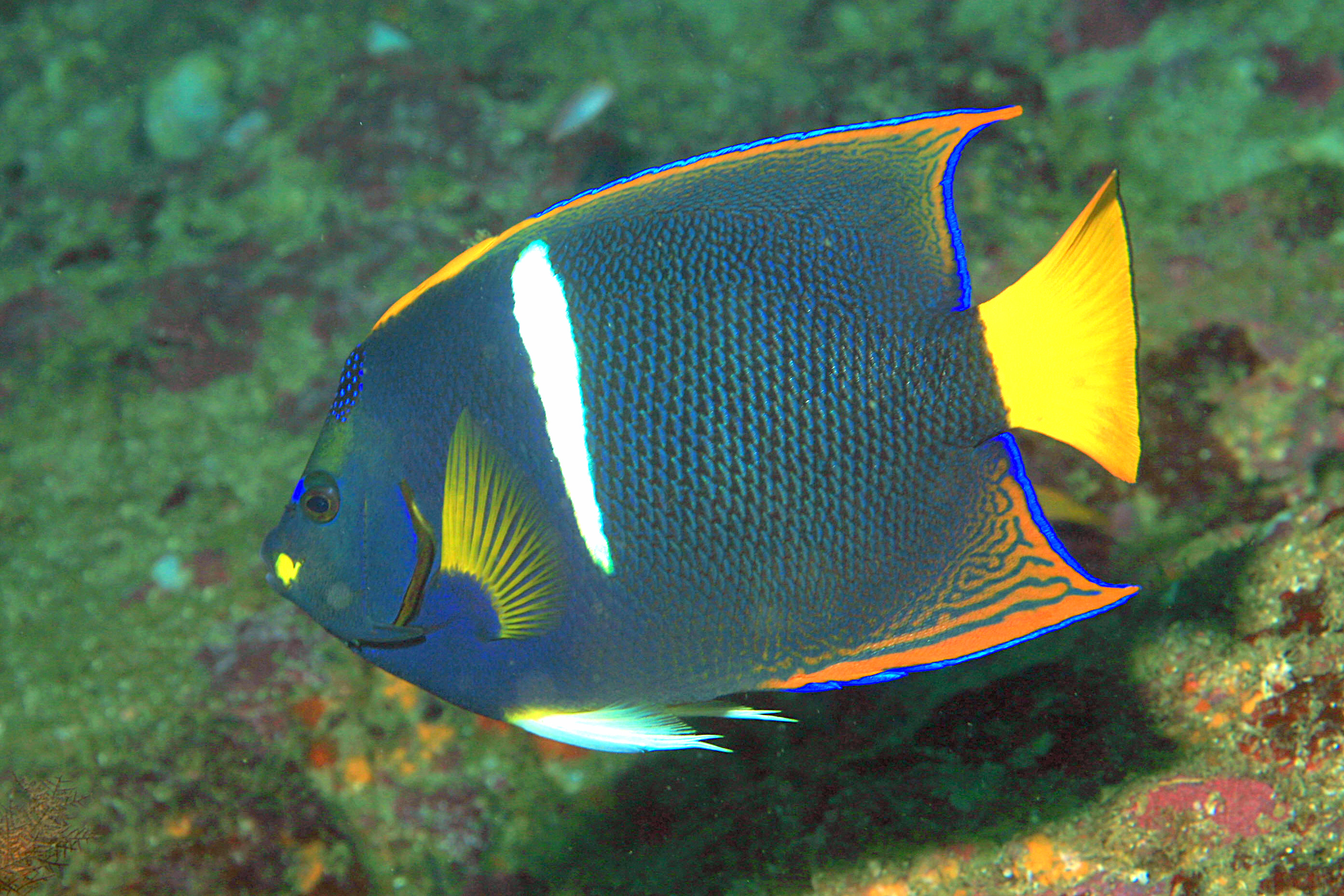
Holacanthus bermudensis
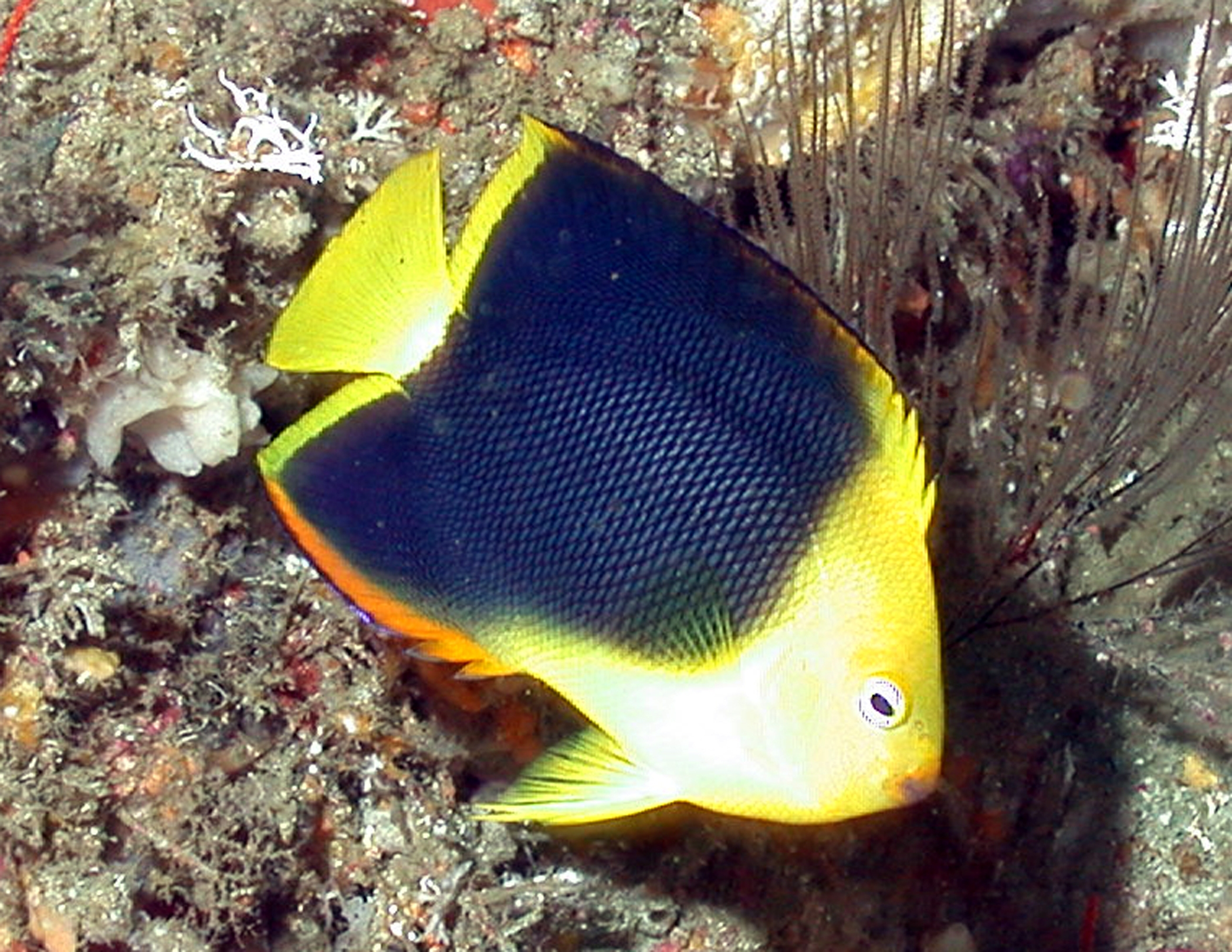
Holacanthus ciliaris – nefrytek królewski[potrzebny przypis]
- Holacanthus clarionensis
- Holacanthus limbaughi
- Holacanthus passer
- Holacanthus tricolor – nefrytek trójbarwny[potrzebny przypis]

- Holacanthus bermudensis
- Holacanthus passer
- Holacanthus tricolor